# Saint-Julien-Mont-Denis
Saint-Julien-Mont-Denis este o comună în departamentul Savoie din sud-estul Franței. În 2009 avea o populație de 1.618 de locuitori.

## Evoluția populației
| An        | 1975  | 1982  | 1990  | 1999  | 2006  | 2009  |
| --------- | ----- | ----- | ----- | ----- | ----- | ----- |
| Populație | 1.623 | 1.612 | 1.716 | 1.645 | 1.599 | 1.618 |